# 김주철 (희극인)
김주철(1980년 3월 18일 ~ )은 대한민국의 희극 배우이다.

## 생애
1982년 아역배우 1996년 연극배우 첫 데뷔한 그는 2006년 MBC 15기 공채 개그맨으로 정식 데뷔했다.

## 학력
- 남서울대학교

## 출연작

### 방송
- 딩동댕 유치원 (EBS1) 이야기꾼 꾸니꾸니 역할
- 개그야 (MBC)
- 웃음을 찾는 사람들 (SBS)
- 개그시대 (채널A)
- 개그공화국 (MBN)
- 코미디빅리그 (tvN)
- 굿모닝 대한민국 (KBS2)
- 생활의발견 (KBS1)
- 2TV 생생정보 (KBS2) - 내레이션, 출연
- 싱글벙글쇼 (MBC 표준FM)
- 생방송 톡!톡! 보니하니 (EBS1) 서장님 역할
- 생방송 아침이 좋다 (KBS2)